# Ernestina
Ernestina is een gemeente in de Braziliaanse deelstaat Rio Grande do Sul. De gemeente telt 3.094 inwoners (schatting 2009).